# Нігеро-конголезькі мови
Ніге́ро-конголе́зькі мови є родиною нігеро-кордофанських мов Африки. Поширені на більшій частині Африки, на південь від Сахари, за винятком окремих районів центрального Судану, східної та південної Африки.

## Класифікація

Територія поширення нігеро-конголезьких та койсанських мов

За класифікацією Джозефа Ґрінберґа сім'я поділяється на 6 підсімей:
- Західноатлантична
- Манде
- Ґур (вольтійська)
- Ква (гвінейська)
- Бенуе-конголезькі мови
  - Абаньомська мова
- Адамауа-східна (адамауа-убанґійська)

## Характеристика
Уперше значну частину мов, віднесених Ґрінберґом до нігеро-конголезьких мов, було об'єднано в єдину мовну сім'ю Дідріхом Вестерманом, який назвав її західносуданською (1927). Вестерман, на відміну від Ґрінберґа, не включав у сім'ю мови фульфульде, адамауа-східні мови, а також мови банту і бантоїдні, які розглядались як самостійна генетична група, хоча й пов'язані певними подібностями із західносуданськими. Вестерман умовно відносив також до сім'ї мову сонгай, яку Ґрінберґ включив до ніло-сахарських мов. Генетичну єдність нігеро-конголезьких мов встановлено, але їхня внутрішня класифікація змінювалась і доповнювалась, в окремих частинах — досить суттєво. Однак в довідкових цілях в основному продовжує використовуватись генетична схема, запропонована Ґрінберґом.
Типологічно мови досить різноманітні. Як правило, у них багаті системи вокалізму. Важливу роль відіграє фонологічне протиставлення тонів. Питома риса морфології — наявність системи узгоджених іменних класів, виражених за допомогою парних афіксів для однини та множини відповідно. Більшість мов сім'ї зазнали значних спрощень системи іменних класів аж до повної відсутності їх у мовах манде, більшості мов ква та низці інших. Більшість мов безписьмова. Ті, які її мають (наприклад, акан, волоф тощо), використовують латиницю з діакритичними знаками та великою кількістю диграфів. Мови Західного Судану, які мали письмо до європейської колонізації, використовували арабицю в магрибському різновиді. Для деяких мов було розроблено самобутні системи письма — бамум, вай, менде.